# Szombathely–Kőszeg-vasútvonal
Az Alpokalján haladó Szombathely–Kőszeg-vasútvonal a GYSEV 18-as számú, egyvágányú, nem villamosított mellékvonala.

## Története
Kőszeg és Szombathely közt az első vasút terve 1847-ben készült el, melyet Lewicki Antal mérnök készített. Ezen tervek alapján a Sopron-Nagykanizsa vasútvonal Sopron-Kőszeg-Szombathely-Rum-Zalaszentgrót-Nagykanizsa útvonalon épült volna ki.
A Gyöngyös-patak völgyében haladó, dombvidéki jellegű, 17,1 km hosszú vonalat a Kőszeg–Szombathelyi HÉV társaság építette és 1883. augusztus 1-jén nyitották meg. Az építéséhez 150 000 törzs- és 167 900 elsőbbségi részvényt bocsátottak ki, összesen 317 900,– forint névértékkel. A vasutat a Déli Vasút kezelte, a vonal igazgatóságának székhelye Kőszegen volt.
A vonalon kezdetben két megállóhelyet létesítettek, Német-Gencs és Lukácsháza-Nemescsó település mellett. Naponta két vegyesvonat-pár közlekedett, 46 perc menetidővel.
Az üzletkezelést 1911. május 1-jétől a MÁV vette át, hamarosan a vonalat átépítették, így az engedélyezett tengelyterhelést a kezdeti 9 tonnáról 12 tonnára emelték. Rövidesen megnyílt a Nagypöse-Ludad, Gyöngyösapáti és Szombathely-repülőtér megállóhely, később – a második világháború kitörése előtt – Kőszegfalva megállóhely is.
A vonal folytatását, a Sopron–Kőszeg-vasútvonalat 1908. november 5-én adta át a Sopron-Kőszegi HÉV társaság. Az első világháborút befejező békeszerződés által meghatározott új államhatár a vasútvonalat elvágta, a Harka és Kőszeg közötti pályaszakasz Ausztriához került, viszont nem volt kapcsolata az osztrák hálózattal. 1929-ben a Népszövetség tárgyalta a vonal ügyét, döntése értelmében az osztrák állam megváltotta a vonalat a részvénytársaságtól. Így a mai napig osztrák tulajdonú a Harka és Kőszeg közötti pálya, illetve Kőszeg és az országhatár közt a nyomvonal földterülete.
A kőszegi határátmenetnél 1951. október 6-án állt le a személyforgalom, 1960. szeptember 1-jével pedig a teherforgalom is. A Kőszeg - Szombathely irányú forgalom lehetősége ezzel megszűnt, azonban a Sopron irányú forgalmat az államközi szerződések értelmében fent kellett tartani, így 1965 körül Rőtfalva-Rendek állomáson (Rattersdorf-Liebing) egy vasúti kocsicsarnokot építettek az ott éjszakázó dízel motorkocsik befogadására. 1969. április 28-tól azonban a személyforgalom végpontja Felsőpulya (Oberpullendorf), a teherforgalom pedig Felsőlászló (Oberloisdorf) volt, ennek oka valószínűleg a Felsőlászló utáni vasúti töltés megsüllyedése és/vagy földcsuszamlás volt. A Felsőlászló és Kőszeg közötti vonalat a 46+860-as szelvénytől felbontották, a nyomvonal térképen még sejthető. 
A vonal magyarországi részén, Kőszegtől a határig a vasúti pályát a 2000-es évekig érintetlenül hagyták, mivel a pályatest és területe ÖBB tulajdonban állt. A tulajdonjog rendezése után a pályát immár magyar területen is felszedték. Az egykori vasút nyomvonala helyenként fellelhető, a még fel nem szedett sínek láthatóak a Kórház utca, Nemezgyári út és a volt határátkelő térségében. A régi Sörgyári megálló épülete a Vámház utcában még áll.
A 2008. májustól 2008. októberig tartó vágányzárban a vonalon egyszerűsített felépítménycserét végeztek. Közel 6 km-es szakaszon a régi, elhasználódott síneket és korhadt talpfákat elbontották, és a Bajánsenye–Zalaegerszeg–Ukk–Boba-vasútvonal Ukk környéki szakaszának átépítéséből származó használt felépítményi anyagokból új vágányt fektettek. A Gyöngyösfalu és Kőszeg közötti szakaszon felújítási munkákat végeztek. A felújított vonal hézagnélküli felépítményű és alkalmassá vált a 80 km/h-s sebességre.
A vasútvonal 125 éves évfordulójára a szombathelyi állomáson, az „A” vágány mellett emléktáblát avattak. Az ünnepség keretében emlékvonat indult Kőszegre. Az állomások Gyöngyösfalu megálló kivételével avult képet mutatnak.
A vasútvonal üzemeltetését 2011. decemberétől a GYSEV vette át. 2011. szeptember 20-án közlekedett először ezen a pályán GYSEV jelzéssel az ÖBB 5047 sorozat motorkocsija. 2013. április 7-től a Hegyeshalom–Porpác-vasútvonal és a Zalaegerszeg–Rédics-vasútvonal mellett itt vezették be Magyarországon elsőként a feltételes megállást Kámon, Lukácsháza-alsó, Kőszegfalva megállóhelyeken. A feltételes megállást 2017. december 10-től ezen a vasútvonalon visszavonták, majd 2023. május 1-jén ismét bevezették, immár az összes megállóhelyen.

### Fejlesztések
A Szombathely–Kőszeg-vasútvonalon elővárosi vasútvonal fejlesztése zajlik, ezen belül Kőszegen egy új intermodális csomópont épül ki: felújítják az állomás épületét, és korszerű, közös, a vasút és az autóbuszos közlekedést is kiszolgáló peron készül. Itt megvalósuló beruházásban P+R, B+R parkoló, korszerű autóbusz-állomás is helyet kap. A kivitelezésre 2020. februárjában közbeszerzési eljárást hirdettek, amely eredménytelen lett. Az újabb közbeszerzési eljáráson 847 millióval növelték az eredeti keretet, így 2,4 milliárd helyet 3,247 milliárdért végezheti el a munkát a Homlok Zrt. A kivitelezésre 15 hónap áll rendelkezésre. A vasútvonalon 2021. július 2. és szeptember 29. között szünetelt a vasúti személyforgalom, az utasokat autóbuszok szállították. A vasúti pálya és a megállók felújítása 2022. március 25-én befejeződött.
Folyamatban van a vasútvonal villamosításának előkészítése is, az üzemeltető GYSEV 2021. szeptemberében kiírta a közbeszerzést a tervezésre. Ezzel a beruházással teljes hosszában villamosítottá válik a vasúttársaság magyarországi hálózata.

## Mozdonyok, járművek
A vonal 1883. augusztus 5-ei megnyitására kettő darab két kapcsolt kerékpárú szertartályos SB/DV 101 sorozatú gőzmozdonyt szereztek be az erfurti Hagans gyártól. A két mozdony a KŐSZEG és a JURISICZ nevet kapták és ezzel egyidejűleg a Déli Vasút 101 sorozat 1 és 2 pályaszámon tartotta őket nyilván. A MÁV a két járművet 1917-ben eladta.

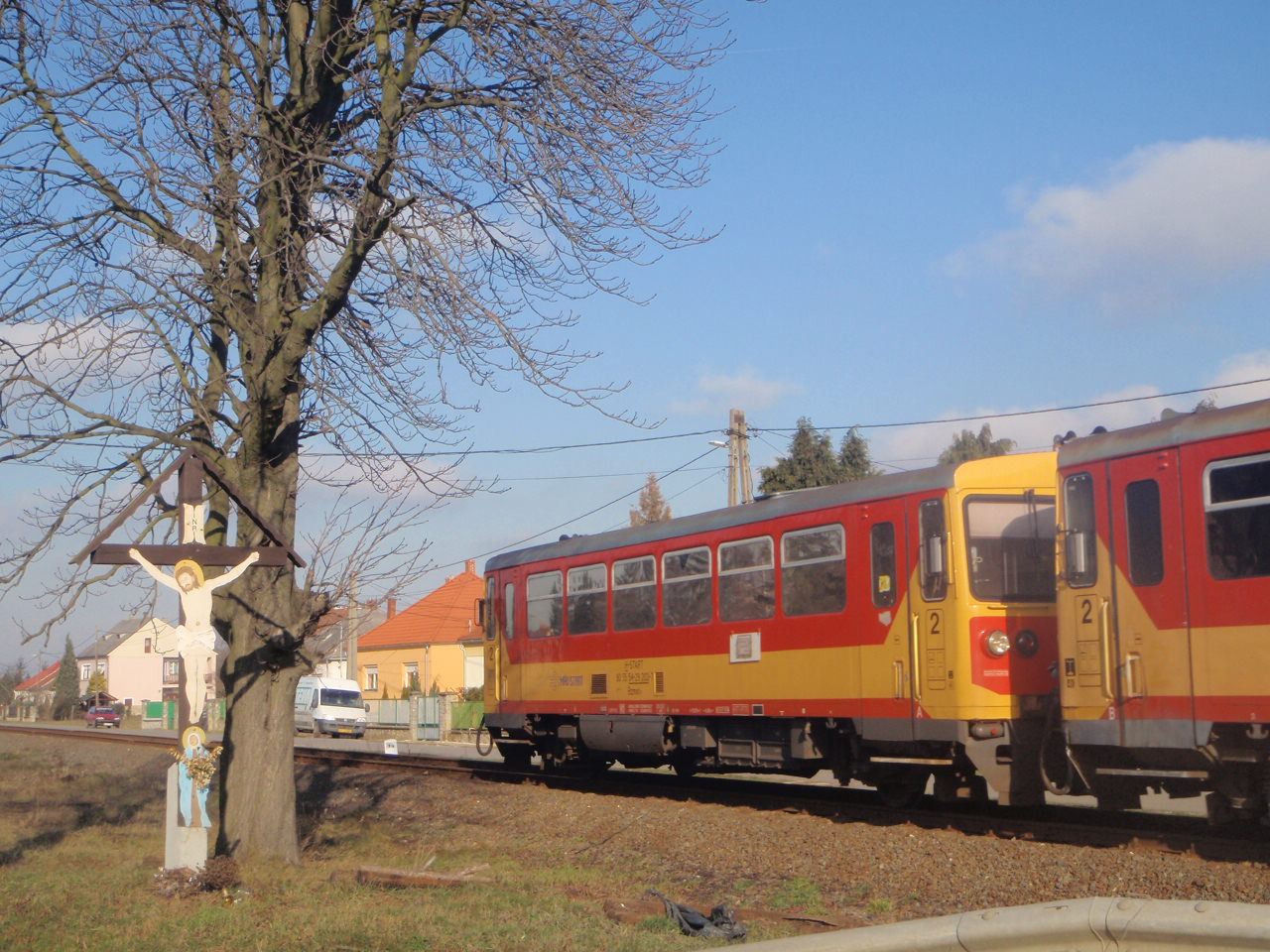
Bzmot halad 2010-ben Kőszeg felé Gyöngyösfalunál

1943. május 17-től napi 5 járatpár vonat közlekedett Szombathely felé.
A pályán szolgáltak a MÁV 275 sorozat mozdonyai is, amit rendszeresen BCmot-ot is váltott. MÁV 375 1032 pályaszámú mozdonya 1975-ben például külön vonatot továbbított Kőszegre. Az 1970-es évektől megjelentek az MDmot-k. Az 1980-as évektől kísérleti jelleggel Szentgotthárd-Kőszeg viszonylatban közlekedtek, mivel azonban Szombathelynél végállomásként működött, így a teljesen kiürülő szerelvénnyel a két vonal összekapcsolása sikertelen volt.
A Bzmot 4 vagy 5 mellékkocsival, és a szerelvény elején-végén elhelyezett motorkocsikkal jártak. A korábbi menetrendek alapján a félhetes vonatot M42 mozdony továbbította, Bo típusú kocsikkal. A tanulóknak ezen a járaton 1992-ig külön személykocsit jelöltek ki. 1994-től megjelent a párhuzamos buszközlekedés elővárosi jelleggel Szombathely és Kőszeg vonatkozásában, amely az utasforgalom jelentős részét átterelte közútra. Ettől kezdve a Bzmot kocsik száma csökkent, és a MÁV 6312 kocsijai, illetve az utolsó időszakban szóló vagy két motorkocsis Bzmot járt. 2011. szeptember 20-ától kezdtek közlekedni Jenbacher típusú szóló, majd 2011. december 11-től ikerkocsi is. A vonalon jelenleg is Jenbacher típusú motorkocsik járnak.
A vasútvonalon többször közlekedtek rendezvényekhez kapcsolódóan is különvonatok, így a Jurisics vár 1963-as átadásakor Budapestről közvetlen vonat közlekedett. A rendszerváltásig a városban működő jelentős gyermekotthonok (MÁV és SZOT), szanatóriumok turnusváltásakor a Budapest-Szombathely gyorsvonat közvetlenül Kőszegig továbbította az utasait Szergej vontatással. 1991-ben a szombathelyi pápalátogatás idején ingavonat járt Szombathely-Repülőtér és Kőszeg állomás között mindkét végén M41-es mozdonnyal és 5 Bah típusú személykocsival 3 napon át. A vonal nevezetessége volt a "reptéri huzakodás", amikor II. János Pál pápa a 90-es évek elején Szombathelyre látogatott, és a pápa-különvonatot előlről húzó, és hátulról toló M62-es mozdonyvezetőjei mindkét gépről húzni akartak. Siklás és vonatszakadás nem történt, a két gép sem sérült meg.

## Képgaléria

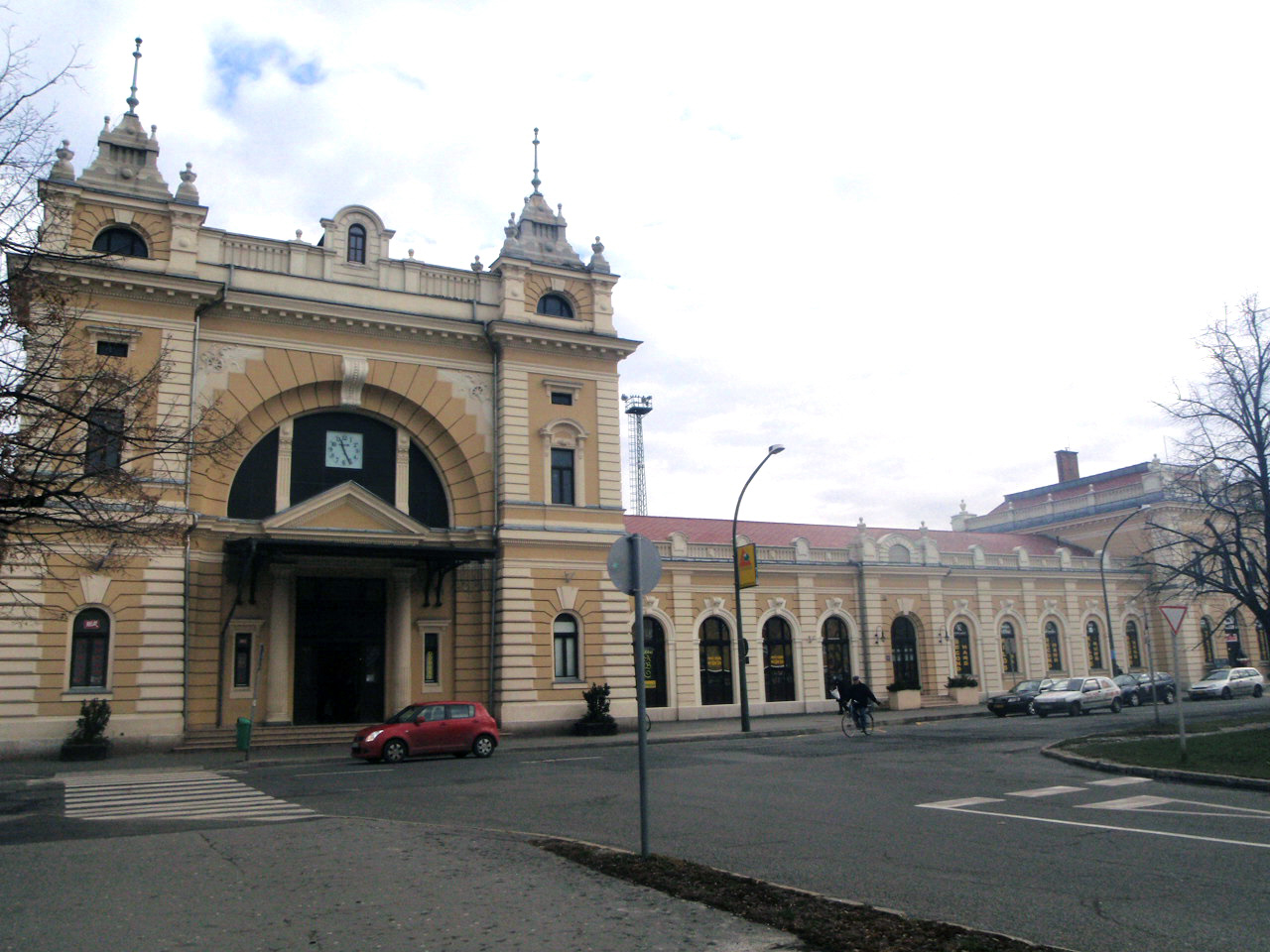
Szombathely
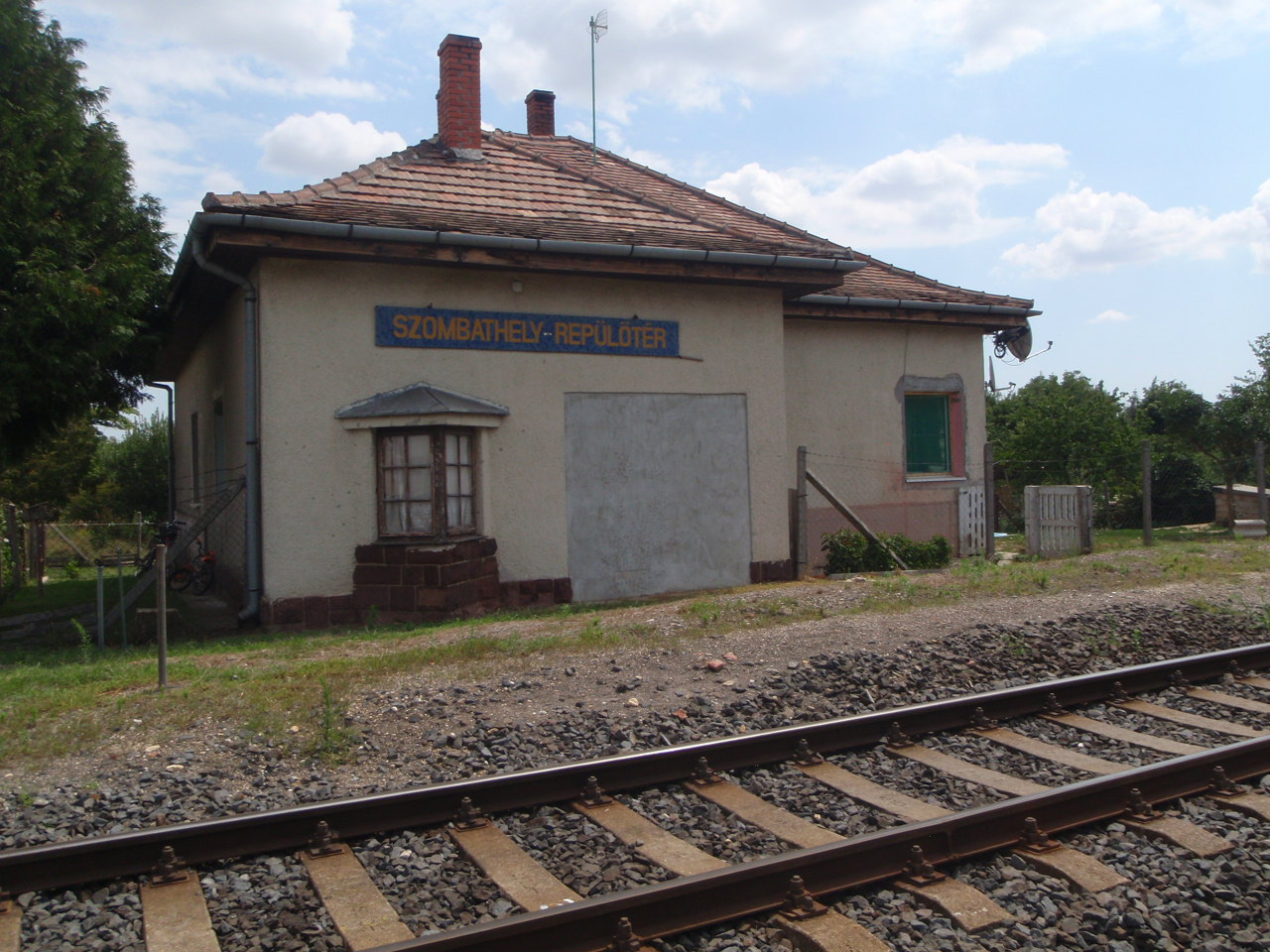
Repülőtér
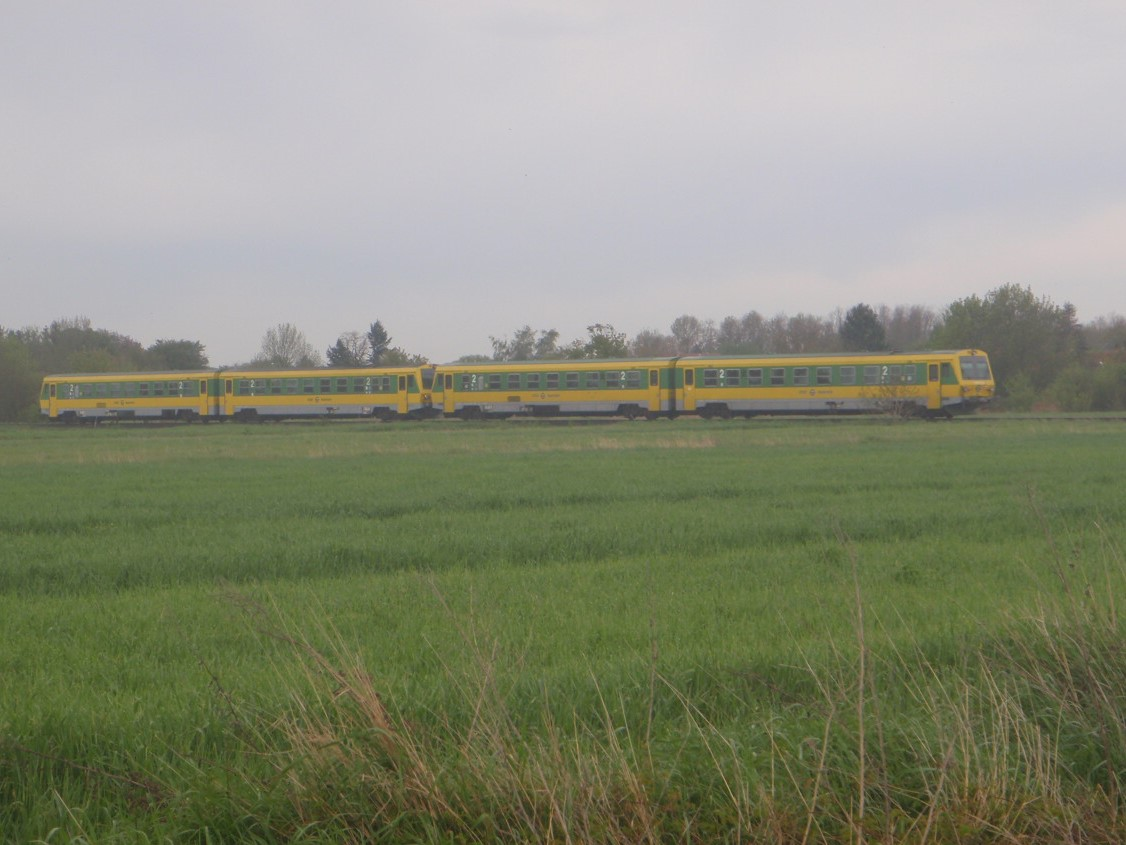
Csatolt ikermotorkocsi Gyöngyösfalunál
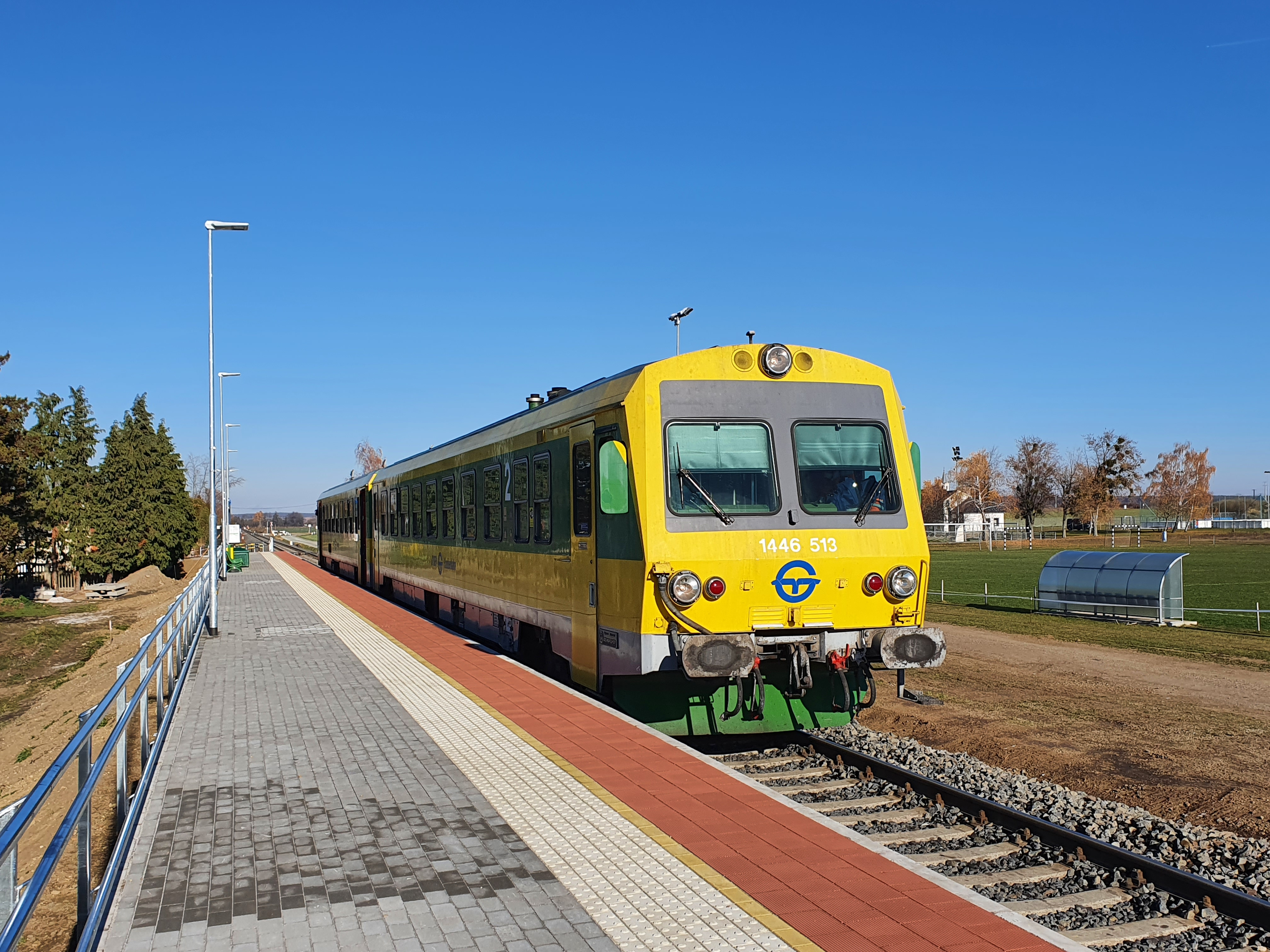
Lukácsháza-alsó
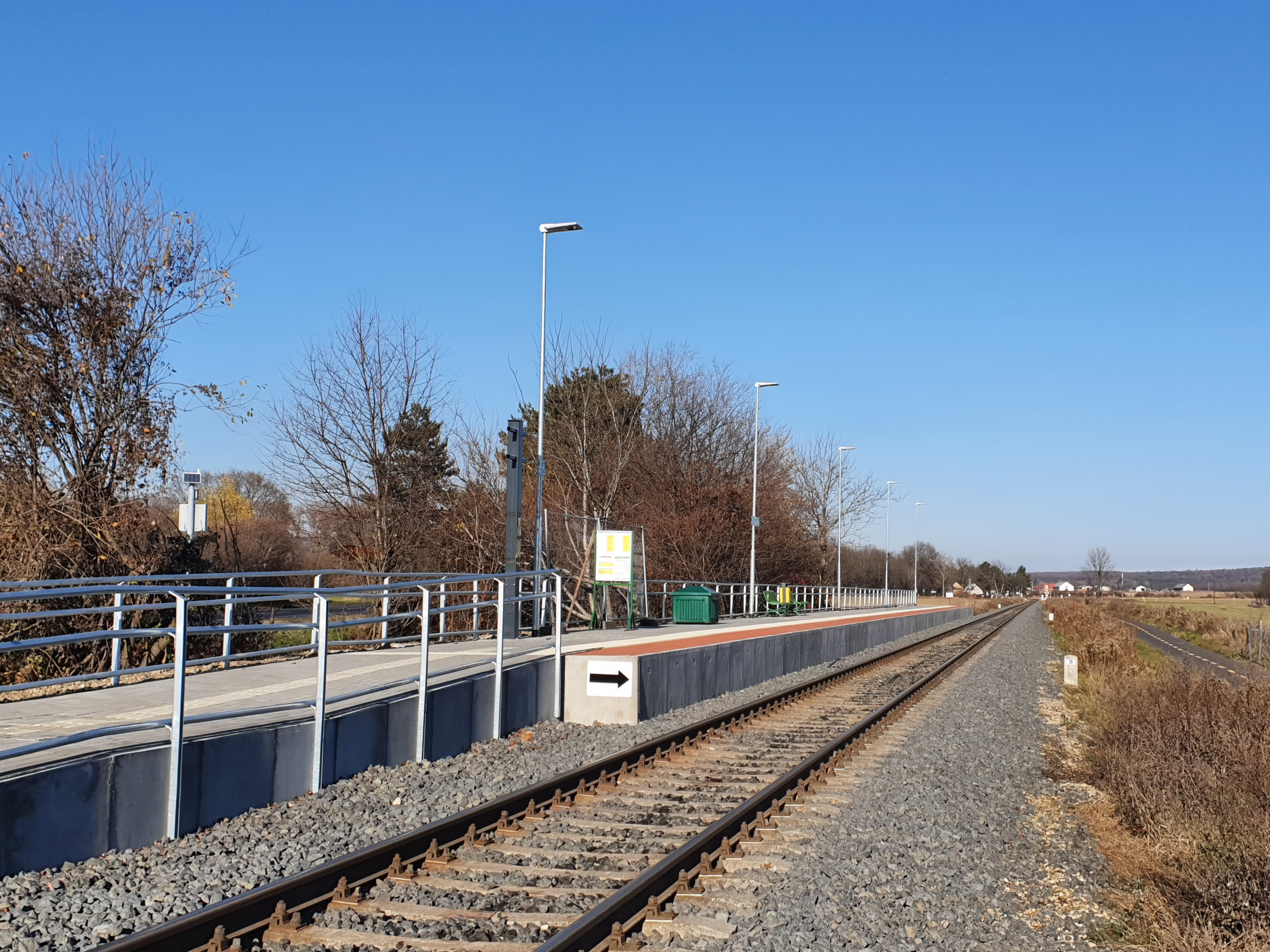
Kőszegfalva
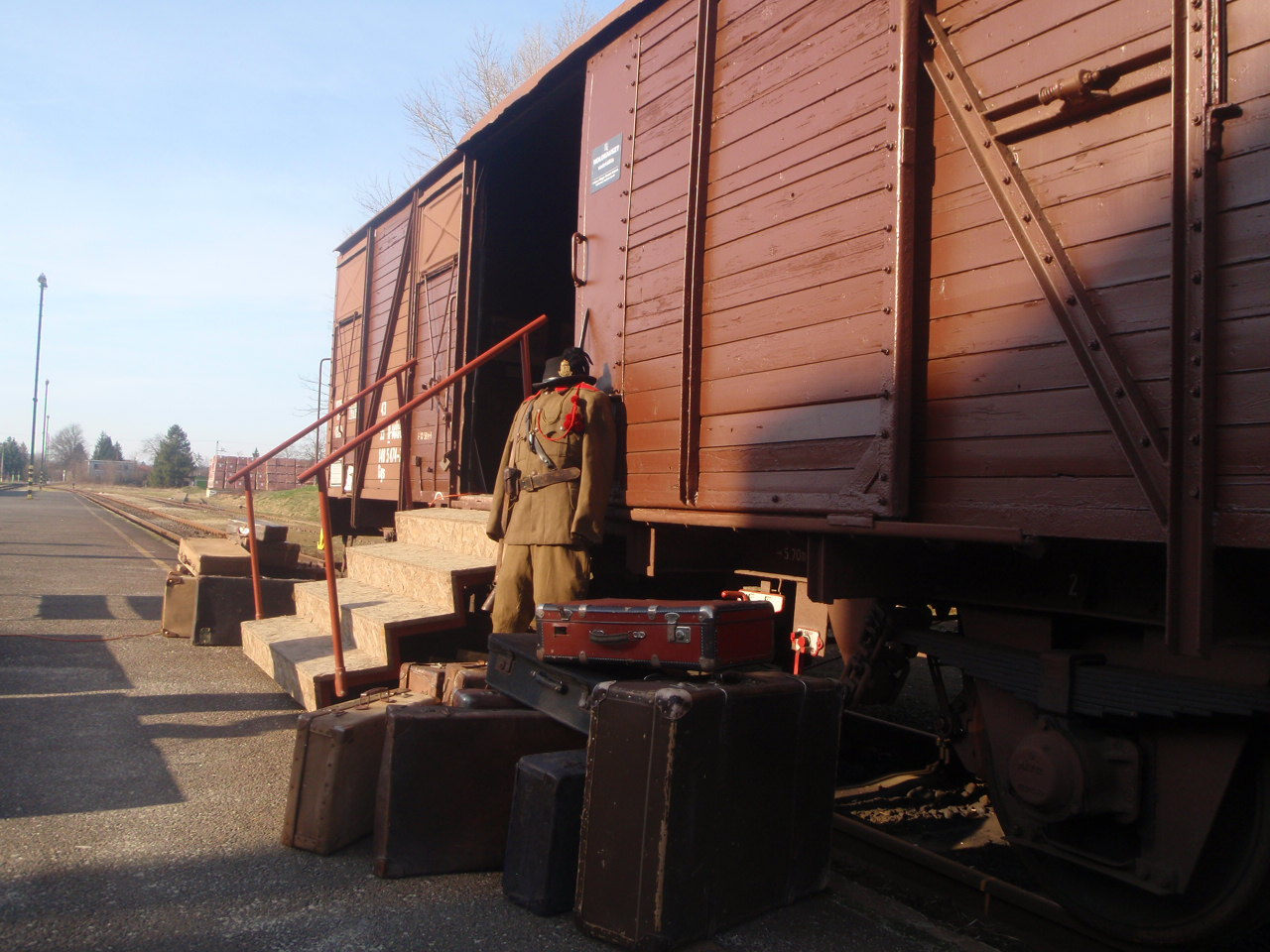
Holokauszt utazókiállítás vagonja Kőszegen
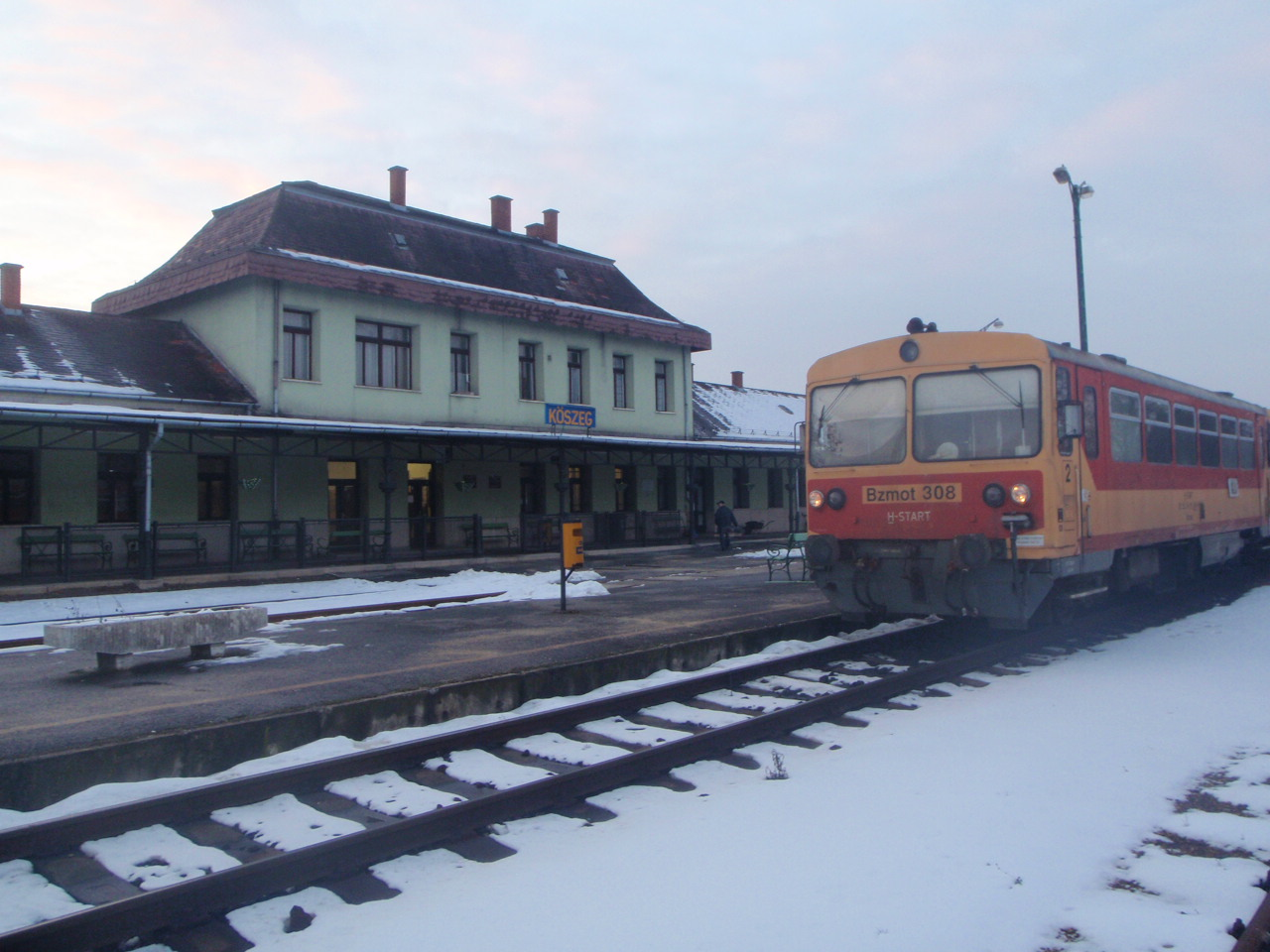
A kőszegi vasútállomás a Szombathelyre induló vonattal a MÁV idején
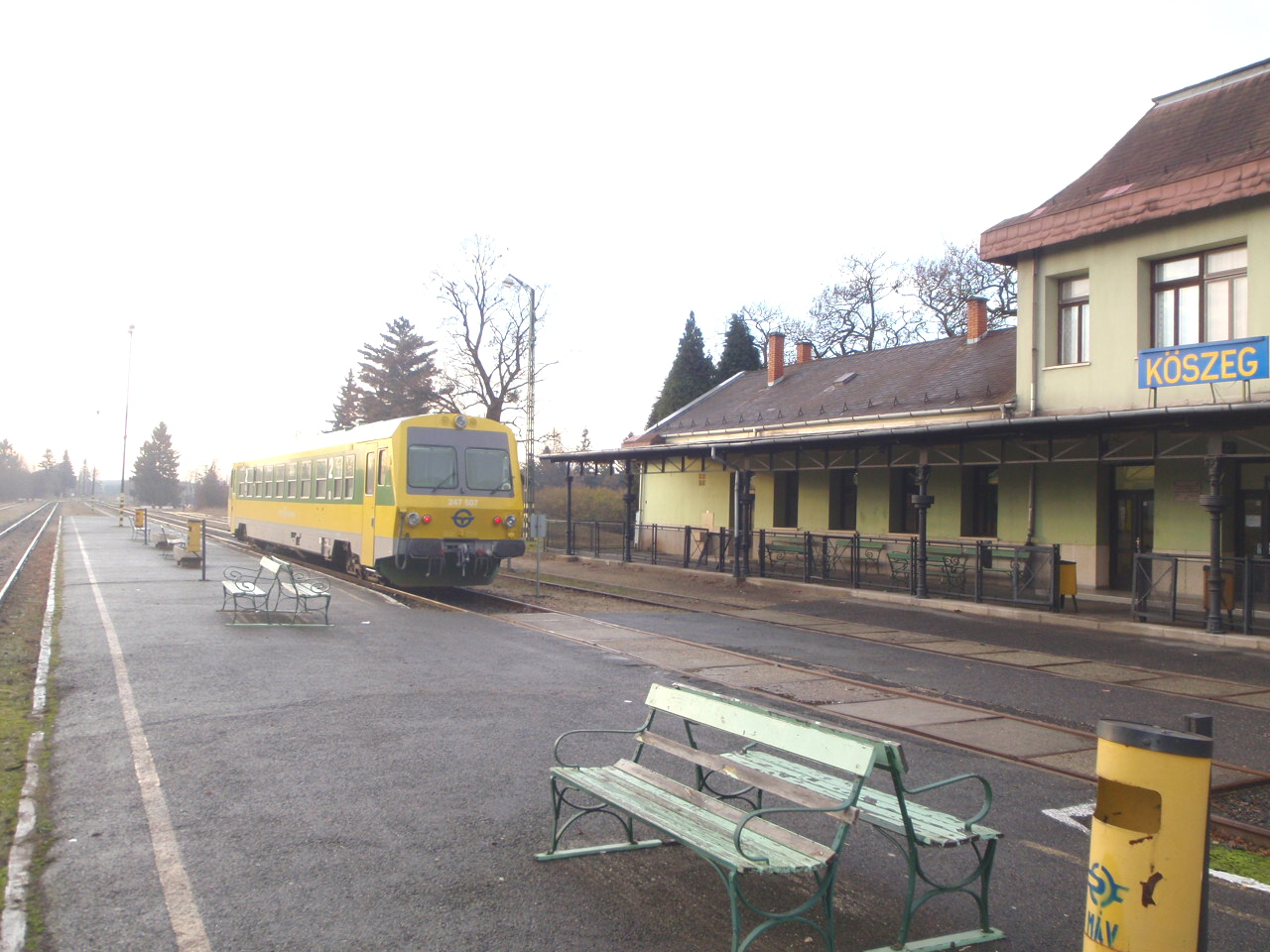
A kőszegi vasútállomás a GYSEV idején (újjáépítés előtt)
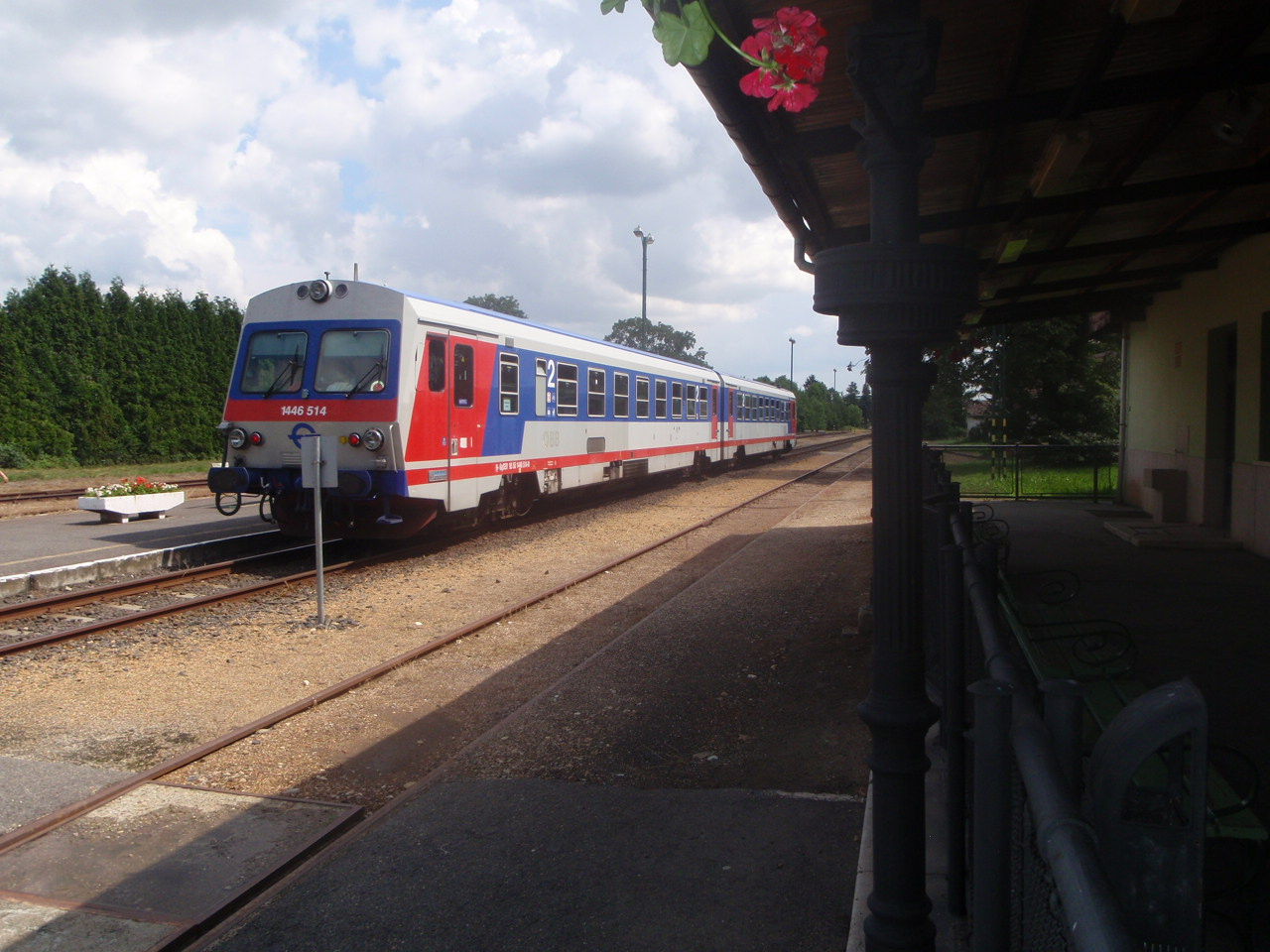
Osztrák festésű Jenbacher a kőszegi vasútállomáson (újjáépítés előtt)
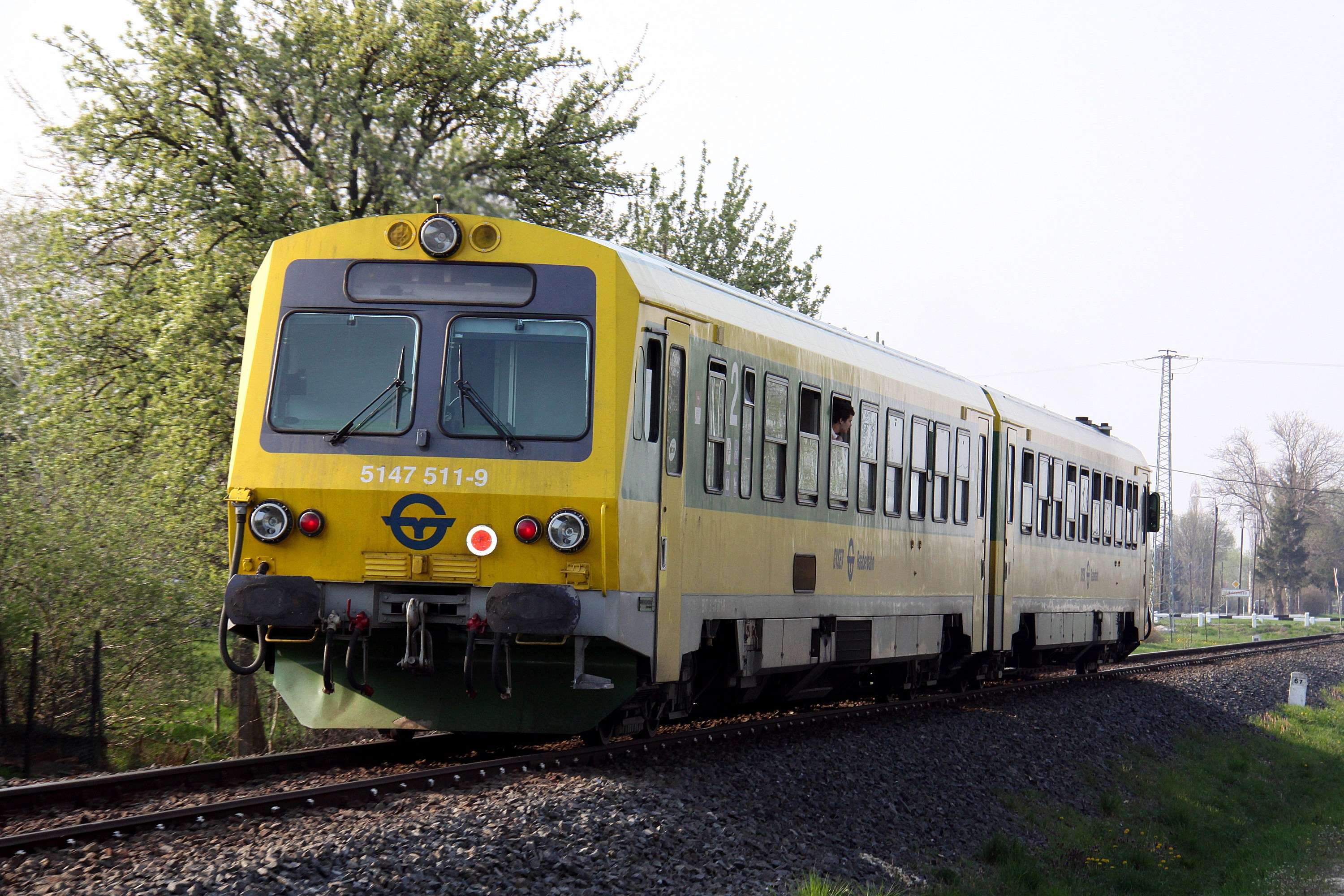
5147 GYSEV
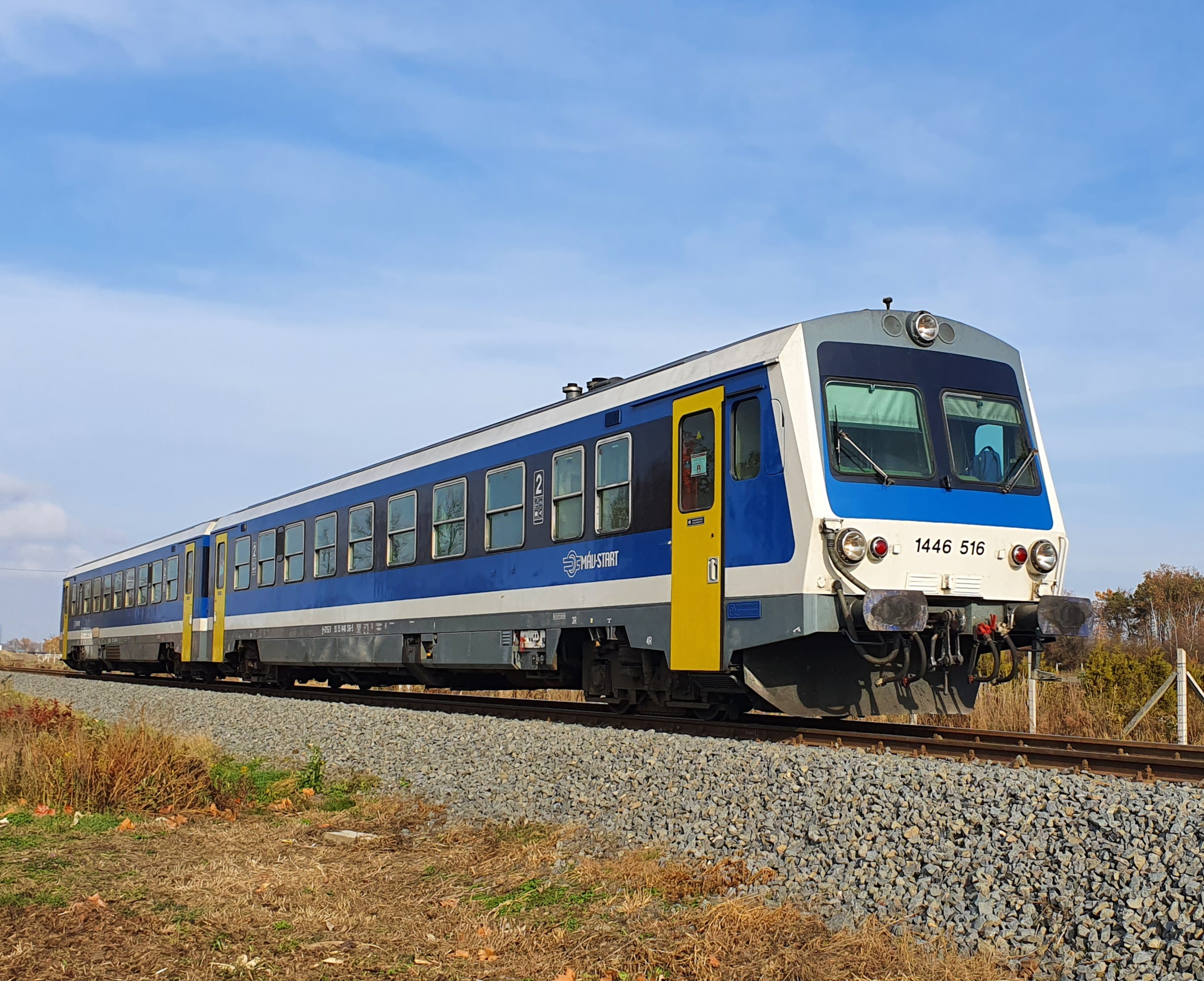
1446 516 MÁV
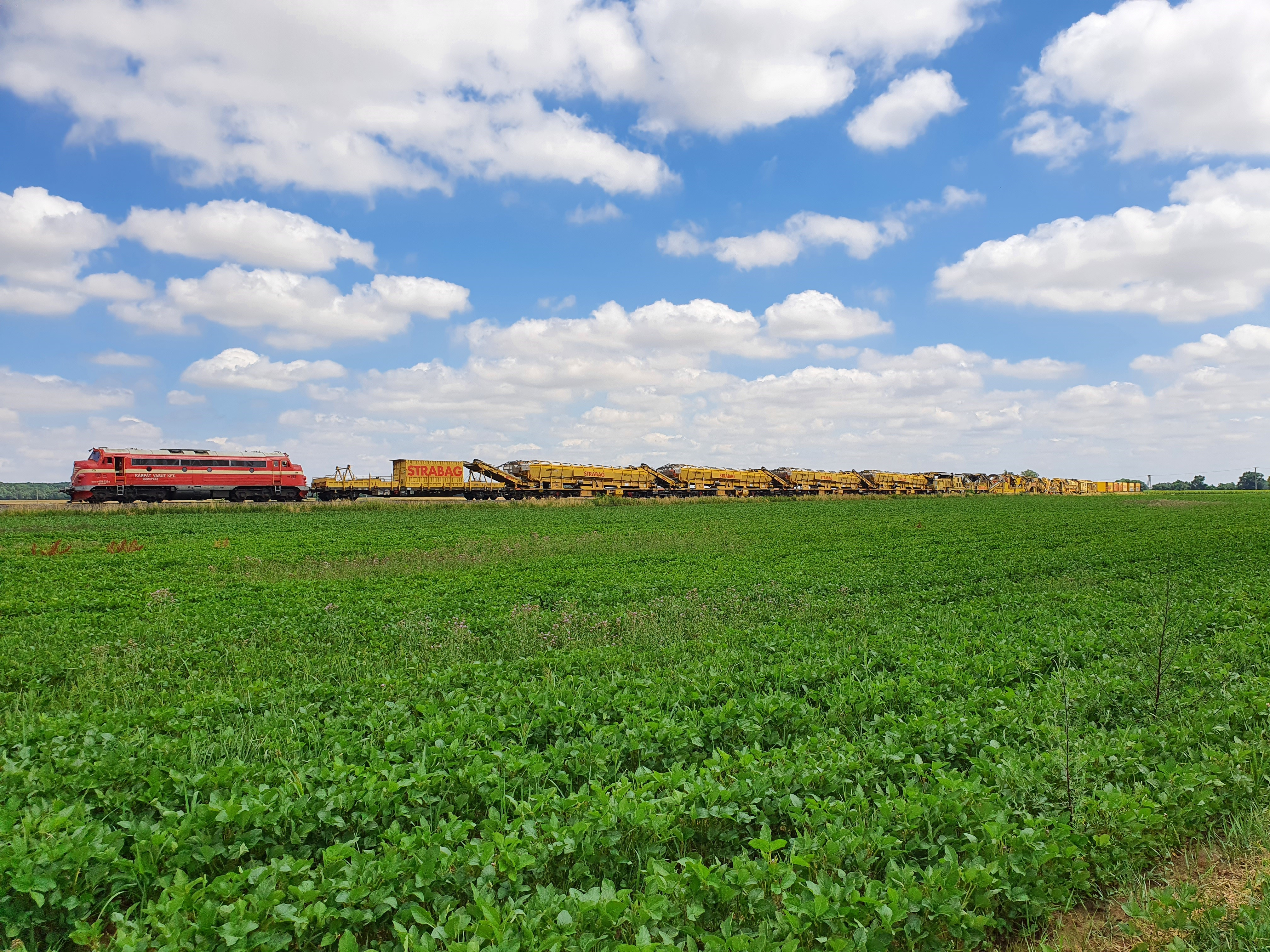
A vasútvonal felújítása géplánccal (2021)